# 奧泰梅薩入境口岸

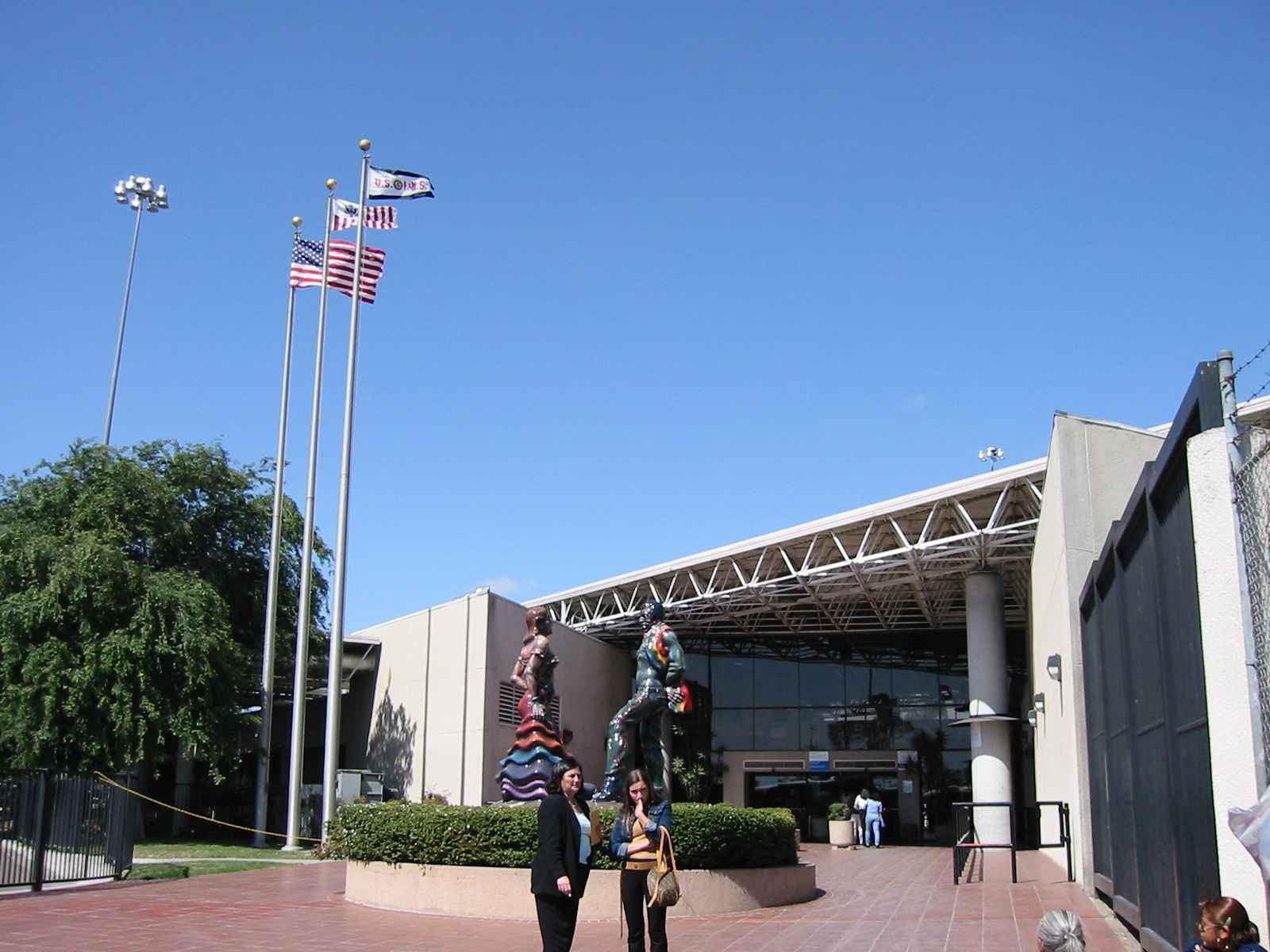

奧泰梅薩入境口岸（英語：Otay Mesa Port of Entry），聖地牙哥-蒂華納大都會的三個陸路過境口岸之一，於1983年建立，志在舒緩聖伊西德羅入境口岸的人流。奧泰梅薩入境口岸連接905号加利福尼亚州州道，位於聖伊西德羅入境口岸以西5.2 mi（8.4 km），現為美墨邊界第三最繁忙的口岸，經此處過境的貨物價值數以十億計。

## 外部連結
- Otay Mesa Land Port of Entry Fact Sheet

32°33′02″N 116°56′17″W / 32.550602°N 116.938187°W